# Єндрихово (Ілавський повіт)
Єндрихово (пол. Jędrychowo, нім. Heinrichau) — село в Польщі, у гміні Кіселиці Ілавського повіту Вармінсько-Мазурського воєводства.
Населення — 395 осіб (2011).

## Демографія
Демографічна структура станом на 31 березня 2011 року:
|          | Загалом | Допрацездатний вік | Працездатний вік | Постпрацездатний вік |
| -------- | ------- | ------------------ | ---------------- | -------------------- |
| Чоловіки | 194     | 43                 | 138              | 13                   |
| Жінки    | 201     | 54                 | 112              | 35                   |
| Разом    | 395     | 97                 | 250              | 48                   |